# Distretto di Kreuzlingen
Il distretto di Kreuzlingen (fino al 1874 distretto di Gottlieben) è un distretto del Canton Turgovia, in Svizzera. Confina con i distretti di Arbon a sud-est, di Bischofszell e di Weinfelden a sud e di Steckborn a ovest e con la Germania (circondari di Costanza e di Bodenseekreis nel Baden-Württemberg) a nord. Il capoluogo è Kreuzlingen. Comprende una parte del Lago di Costanza.

## Comuni
| Stemma      | Nome           |
| ----------- | -------------- |
|             | Altnau         |
|             | Bottighofen    |
|             | Ermatingen     |
|             | Gottlieben     |
|             | Güttingen      |
|             | Kemmental      |
|             | Kreuzlingen    |
|             | Langrickenbach |
|             | Lengwil        |
|             | Münsterlingen  |
|             | Raperswilen    |
|             | Salenstein     |
|             | Tägerwilen     |
|             | Wäldi          |
| Totale (14) |                |